# Egon Mayer (Soziologe)
Egon Mayer (* 23. Dezember 1944 in Caux, Schweiz; † 30. Januar 2004 in Laurel Hollow, New York) war ein ungarisch-amerikanischer Soziologe und galt als einer der führenden Experten für die Strukturen des amerikanischen Judentums.

## Leben
Mayer wurde in der Schweiz geboren. Seine Eltern kamen aus Ungarn und waren Teil einer Gruppe von 1.647 Juden, denen Adolf Eichmann genehmigt hatte, ihre Freiheit zu erkaufen. Über den Verhandlungsführer der jüdischen Seite, Rudolf Kasztner, forschte Mayer in seinen letzten Lebensjahren. Nach dem Krieg kehrten die Mayers nach Ungarn zurück, wo Egon Mayer in Budapest aufwuchs, bevor die Familie während der Ungarischen Revolution 1956 in die USA emigrierte. In Brooklyn besuchte Mayer eine orthodoxe Jeschiva und erwarb später am Brooklyn College seinen PhD in Soziologie. Er lehrte von 1970 bis zu einer Erkrankung 2003 am Brooklyn College und führte zahlreiche Studien für das American Jewish Committee durch, in denen er das religiöse Verhalten und die Ausübung traditioneller Praktiken unter amerikanischen Juden erhob. Ein Schwerpunkt lag auf interreligiösen Ehen zwischen Juden und Nichtjuden. Mayer selbst befürwortete interreligiöse Ehen von Juden und setzte sich dafür ein, solche Paare in das jüdische Gemeindeleben zu integrieren, und war Gründungsdirektor des Jewish Outreach Institute.

## Veröffentlichungen
- Love & tradition: marriage between Jews and Christians. Schocken, 1987
- A demographic revolution in American Jewry. Jean and Samuel Frankel Center for Judaic Studies, The University of Michigan, 1992
- From Suburb to Shtetl: The Jews of Boro Park. Transaction Publishers, 1996
- American Jewish identity survey: AJIS Report : an exploration in the demography and outlook of a people. Center for Cultural Judaism, 2003

## Auszeichnungen
- 2004: Sklare Award der Association of the Social Study of Jewry (ASSJ)